# تاركة (تافنڭولت)
تاركة هي إحدى مشيخات المملكة المغربية، تتبع جغرافيا لإقليم تارودانت وإداريًا لتافنڭولت. يقدر عدد سكانها بـ 14563 نسمة حسب الإحصاء الرسمي للسكان والسكنى لسنة 2004.